# Wuling LZ110
Wuling LZ110 – samochód osobowo-dostawczy typu mikrovan klasy miejskiej produkowany pod chińską marką od Wuling w latach 1984–1990.

## Historia i opis modelu

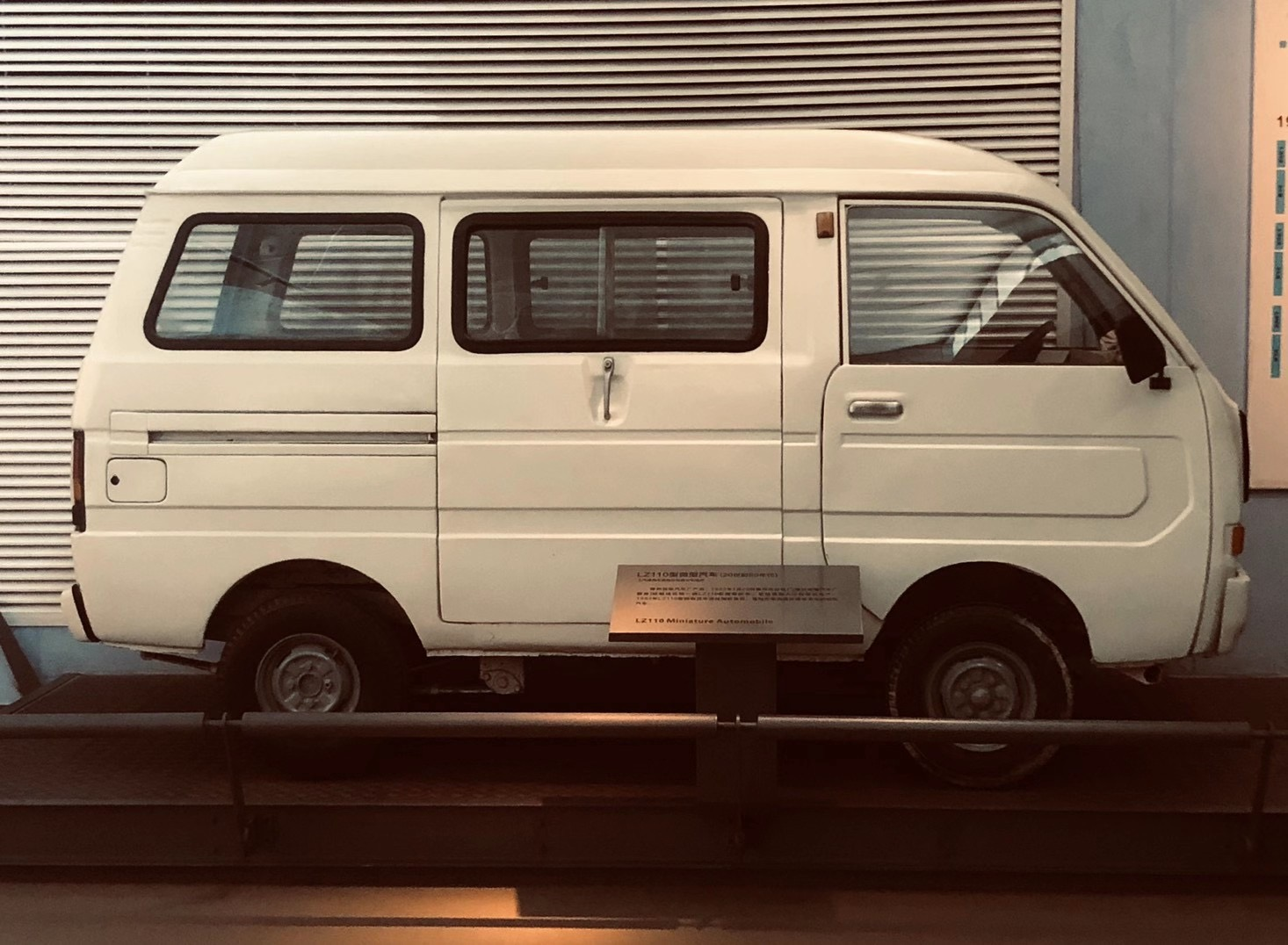
Wuling LZ 110 Furgon

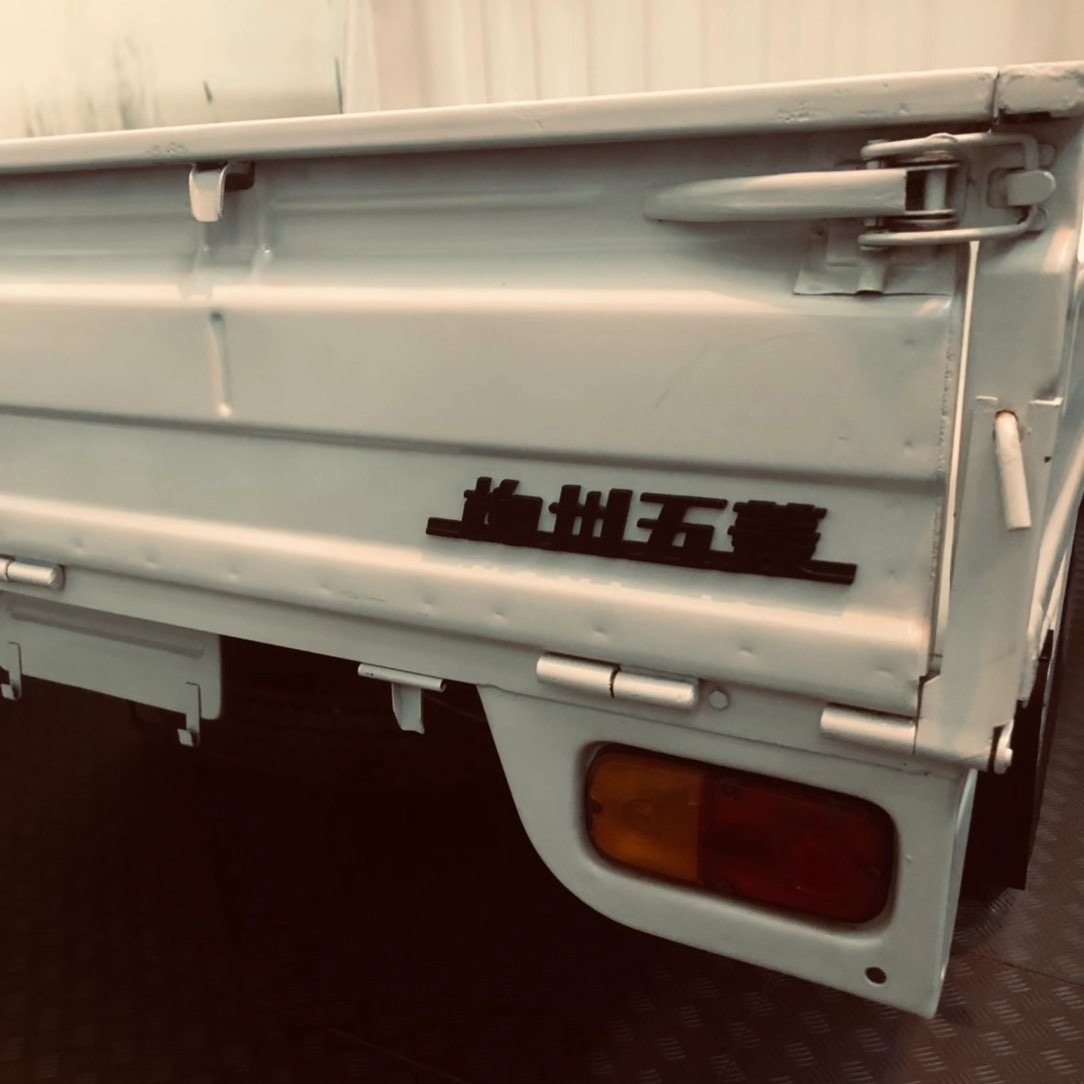
Wuling LZ 110 - emblemat

Niewielki samochód dostawczy LZ110 trafił do produkcji w 1984 roku jako pierwszy pojazd w historii chińskiego przedsiębiorstwa Wuling, pierwotnie założonego jako Liuzhou Wuling Automobile w 1982 roku. W tym samym roku kupiono licencję od japońskiego Mitsubishi na wytwarzanie trzeciej generacji modelu Minicab pod własną marką, próbną serię budując na 2 lata przez oficjalnym debiutem rynkowym.
Wuling LZ110 trafił do produkcji w tej samej gamie wariantów nadwoziowych, co japoński odpowiednik. Wśród nich znalazł się osobowy van, dostawczy furgon, a także 2-drzwiowy pickup lub podwozie do zabudowy.

### Lifting
W 1987 roku Wuling LZ110 przeszedł obszerną restylizację, która przyniosła głównie zmiany w stylizacji przedniej części nadwozia. Samochód zyskał niżej osadzone reflektory, a także charakterystyczne, czerwono logo ze stylizowaną literą W, która pozostała do dziś logiem firmowym. Modernizacja była też okresem wzrostu popularności pojazdu w Chinach.

### Silniki
- R3 0.4l
- R4 0.5l
- R4 0.6l